# The Solo Sessions, Vol. 2
The Solo Sessions, Vol. 2 es un álbum del pianista estadounidense de jazz Bill Evans, lanzado en 1989 por el sello Milestone. Evans grabó The Solo Sessions, Vol. 1 y Vol. 2 a la vez, el 10 de enero de 1963. El sitio The Bill Evans Memorial Library menciona que nunca se intentaron publicarse. JVC Compact Discs lanzó una versión japonesa en 2006 en formato digital. Michael G. Nastos del sitio Allmusic le dio tres estrellas de cinco, y opinó algo positivo. Leslie Bricusse, J. Fred Coots, Vernon Duke, George Gershwin, Ira Gershwin, Haven Gillespie, Oscar Hammerstein II, Benny Harris, DuBose Heyward, Jerome Kern, Anthony Newley y Charlie Parker se encargaron de su composición, mientras que Orrin Keepnews de su producción.

## Lista de temas
1. «All the Things You Are» (Oscar Hammerstein II, Jerome Kern) – 9:10
2. «Santa Claus Is Coming to Town» (John Frederick Coots, Haven Gillespie) – 4:33
3. «I Loves You Porgy» (George Gershwin, Ira Gershwin, DuBose Heyward) – 5:50
4. «What Kind of Fool Am I?» [Take 2] (Leslie Bricusse, Anthony Newley) – 6:49
5. «Love Is Here to Stay» (George Gershwin, Ira Gershwin) – 4:01
6. «Ornithology» (Benny Harris, Charlie Parker) – 5:33
7. Popurrí: «Autumn in New York»/«How About You?» (Vernon Duke, Ralph Freed, Burton Lane) – 6:21

- Fuente:[1]